# Sievekingia
Sievekingia es un género con 9 especies de orquídeas. Son nativas de América tropical.

## Especies
| - Sievekingia butcheri - Sievekingia colombiana - Sievekingia cristata - Sievekingia dunstervilleorum - Sievekingia filifera - Sievekingia fimbriata - Sievekingia herklotziana - Sievekingia herrenhusana - Sievekingia hirtzii - Sievekingia jenmani - Sievekingia marsupialis - Sievekingia peruviana - Sievekingia reichenbachiana - Sievekingia rhonhofiae - Sievekingia shepheardii - Sievekingia suavis - Sievekingia trollii |